# Stephen Lee (Schauspieler)
Stephen Lee (* 11. November 1955 in Englewood, New Jersey; † 14. August 2014 in Los Angeles, Kalifornien) war ein US-amerikanischer Schauspieler.

## Leben
Stephen Lee verbrachte die ersten 15 Jahre seines Lebens in Europa, da sein Vater dort Spielautomaten verkaufte und herstellte.
Als er 1970 nach Amerika zurückkam, startete er mit der Schauspielerei. Er bekam auch ein Teilstipendium für das Avila College in Kansas City, Missouri.
Er trat im Laufe seiner Karriere vor allem in Fernsehserien auf (über 80 Serien).
Stephen Lee starb am 14. August 2014 im Alter von 58 Jahren an einem Herzinfarkt.

## Filmografie (Auswahl)

### Spielfilme
- 1983: WarGames – Kriegsspiele (WarGames)
- 1984: Einmal Hölle und zurück (Purple Hearts)
- 1984: China Blue bei Tag und Nacht (Crimes of Passion)
- 1985: Generation
- 1986: B.R.A.T. Patrol – Im Geheimauftrag der Air Force (The B.R.A.T. Patrol)
- 1987: Dolls
- 1987: La Bamba
- 1988: Terrorist on Trial: The United States vs. Salim Ajami
- 1989: Zweimal Rom und zurück (Little White Lies)
- 1990: RoboCop 2
- 1991: Meister des Grauens (The Pit and the Pendulum)
- 1991: Höllenwut (Hell Hath No Fury)
- 1991: Ghoulies 3 (Ghoulies III: Ghoulies Go to College)
- 1992: Perry Mason: The Case of the Heartbroken Bride
- 1993: Der geschlagene Mann (Men Don't Tell)
- 1993: Dino Kids (Prehysteria!)
- 1994: Midnight Run – Lauf um dein Leben, Jack Walsh (Midnight Run for Your Life)
- 1994: Ein heißer Job (Who Do I Gotta Kill?)
- 1994: Roseanne and Tom: Behind the Scenes
- 1995: Black Scorpion
- 1996: Stimmen aus dem Grab (The Uninvited)
- 1996: Angriff aus dem Dunkeln (Carnosaur 3: Primal Species)
- 1997: Black Scorpion II: Street Combat (Black Scorpion II: Aftershock)
- 1998: Verhandlungssache (The Negotiator)
- 1999: Lured Innocence
- 2010: Burlesque

### Fernsehserien
- 1981: Hart aber herzlich (Hart to Hart, Fernsehserie, Folge Mordstheater)
- 1982: Remington Steele
- 1983: Seven Brides for Seven Brothers
- 1983: Agentin mit Herz (Scarecrow and Mrs. King)
- 1984: Suzanne Pleshette Is Maggie Briggs
- 1984: Ein Duke kommt selten allein (The Dukes of Hazzard)
- 1984: Wer ist hier der Boss? (Who's the Boss?)
- 1985: Polizeirevier Hill Street (Hill Street Blues)
- 1985: Unglaubliche Geschichten (Amazing Stories)
- 1986: Hotel
- 1986: Das Abenteuerliche Leben des John Charles Fremont (Dream West)
- 1986: Golden Girls (The Golden Girls)
- 1986: Valerie
- 1986: Gung Ho
- 1988: In der Hitze der Nacht (In the Heat of the Night)
- 1988: Die Besten Jahre (thirtysomething)
- 1989: TV 101
- 1989: Jesse aus dem All (Hard Time on Planet Earth)
- 1989: Familienbande (Family Ties)
- 1989: Paradise – Ein Mann, ein Colt, vier Kinder (Paradise)
- 1989: California Clan (Santa Barbara)
- 1990: City
- 1991: Sunday Dinner
- 1991: 4x Herman (Herman's Head)
- 1991: Harrys wundersames Strafgericht (Night Court)
- 1991: Roseanne
- 1992: Ein Strauß Töchter (Sisters)
- 1992: Zurück in die Vergangenheit (Quantum Leap)
- 1992: Doogie Howser, M.D.
- 1989–1993: Raumschiff Enterprise: Das nächste Jahrhundert (Star Trek: The Next Generation)
- 1993: Grace (Grace Under Fire)
- 1994: Uchû no kishi Tekkaman Burêdo
- 1994: Babylon 5
- 1996: Brüder (Brotherly Love)
- 1996: Wer ist hier der Cop? (Hudson Street)
- 1996: Alle lieben Raymond (Everybody Loves Raymond)
- 1996: Diagnose: Mord (Diagnosis Murder)
- 1996: Profiler
- 1996: Cybill
- 1996: Something So Right
- 1996: Murder One
- 1997: Seinfeld
- 1997: 413 Hope St.
- 1997: Brooklyn South
- 1998: Mike Hammer, Private Eye
- 1998: In guten wie in schlechten Tagen (To Have & to Hold)
- 1999: Ein Witzbold namens Carey (The Drew Carey Show)
- 1999: Becker
- 1999: Chicago Hope – Endstation Hoffnung (Chicago Hope)
- 2000: Cover Me: Based on the True Life of an FBI Family
- 2000: Dark Angel
- 1997–2000: Nash Bridges
- 2001: CSI: Den Tätern auf der Spur (CSI: Crime Scene Investigation)
- 2001: What’s Up, Dad? (My Wife and Kids)
- 2002: Philly
- 2002: So Little Time
- 2002: Der Fall John Doe! (John Doe)
- 2003: Emergency Room – Die Notaufnahme (ER)
- 2003: Office Girl (Less Than Perfect)
- 2003: Line of Fire
- 2003: Miracles
- 2004: The West Wing – Im Zentrum der Macht (The West Wing)
- 2005: Welcome, Mrs. President (Commander in Chief)
- 2005: Invasion
- 2005: Nemesis – Der Angriff (Threshold)
- 2006: Malcolm mittendrin (Malcolm in the Middle)
- 2006: Grey’s Anatomy
- 2006: Nip/Tuck – Schönheit hat ihren Preis (Nip/Tuck)
- 2007: Boston Legal
- 2007: Raines
- 2007: Navy CIS (Navy NCIS: Naval Criminal Investigative Service)
- 2008: Fear Itself